# Keïbly
Keïbly est une localité de l'ouest de la Côte d'Ivoire, et appartenant au département de Guiglo, Région du Moyen Cavally. La localité de Keïbly est un chef-lieu de commune.